# 科林·溫
科林·溫（英語：Colleen Wing），是美國漫威漫畫中登場的女性虛構人物與超級英雄。
具有一半日本血統的科林自幼在日本長大，接受外祖父的教導學習武士道，並於武術、劍道上皆有出色天分。後來她曾協助鐵拳俠進行復仇，科林之後來到紐約，並結識了原為當地警察的米絲蒂·奈特，兩人很快地成為好友，並聯手一起對抗當地的惡勢力。

## 能力與裝備
科林·溫最初是設定為一個行動敏捷但沒有超能力的女性。在歷代皆為日本武士家族傳承的外祖父教導下，她不但精通武士道的精髓，同時也學會了武術和劍術，尤其在劍術上有著極高的天分，這使她之後都主要使用武士刀來戰鬥。
在她被可汗大師洗腦成為他的手下後，鐵拳俠為了解除她的洗腦控制而使用他的能力與科林展開心靈的交流，這使她知曉了鐵拳俠習自崑崙的氣的使用技巧，科林之後便能駕馭氣來強化自己的力量、提升自癒能力、並令自己的身體防禦能力大幅上升。
她所愛用的武士刀是從外祖父那獲得的，為了調查事件經過，科林也學習過偵探技巧來強化自己的搜查能力。

## 其他媒體

### 電視劇
- 漫威電影宇宙
  - 《鐵拳俠》：科林·溫由潔西卡·漢維克飾演[1]。
  - 《捍衛者聯盟》：潔西卡·漢維克所飾演的科林·溫在本劇中登場[2]。
  - 《盧克·凱奇》：客串

### 電子遊戲
- 《漫威英雄 Online》：科林·溫有在本遊戲中登場[3]。
- 在Facebook的網頁遊戲《Marvel：復仇者聯盟》中，科林·溫是玩家可使用角色之一。

## 外部連結
- 科林·溫 於 Marvel Directory.com （页面存档备份，存于）
- Daughters of the Dragon at Women of Marvel Comics